# Chrysopilus intermedius
Chrysopilus intermedius är en tvåvingeart som beskrevs av Mario Bezzi 1895. Chrysopilus intermedius ingår i släktet Chrysopilus och familjen snäppflugor. Inga underarter finns listade i Catalogue of Life.